# Edicions del Buc
Edicions del Buc es una editorial española en lengua catalana. Con sede en Puebla de Farnals, provincia de Valencia, fue creada en 2014 por Francesc Borona, Rubén Luzón, Josep Martínez y Pau Sif. Nació con la intención de publicar libros de poesía en ediciones cuidadas y de prestigio, siempre en lengua catalana. Sus primeros títulos son Parlen els ulls (literal Hablan los ojos), de Begonya Mezquita, València Nord de Teresa Pascual, 123, una edición personal de su obra poética completa por parte de Màrius Sampere y Cap nom del món (literal, Ningún nombre del mundo) de Carles Camps Mundó.
Edita en catalán la obra de Louise Glück, premio Nobel de Literatura 2020.